# Pedro de Campaña
Pour les articles homonymes, voir Campana (homonymie) et Van de Velde.
Pieter Van de Velde, dit Pieter de Kempeneer ou plus couramment Pedro de Campaña, est un peintre, architecte, sculpteur et mathématicien belge, né à Bruxelles en 1503 et mort dans cette même ville en 1580.

## Biographie
Il est le type même de l'artiste de la Renaissance qui a suivi une carrière internationale. Originaire de Bruxelles, il travaille plusieurs années en Italie : à Bologne pour Charles Quint, à Venise pour le cardinal Marino Grimani et à Rome pour l'Arétin, avant de se fixer pendant 25 ans en Espagne.
En 1537, il est à Séville et se partage avec le hollandais Sturm les commandes de retables pour la cathédrale. Ses compositions sont profondément marquées par l'art de Raphaël qu'il a étudié à Rome et introduit en Andalousie.
Vers 1540 il réalise une œuvre sur toile La Crucifixion, conservée au Musée du Louvre.
Dans la Descente de Croix (1547 Séville) et le Retable de sainte Anne, un tempérament plus dramatique s'exprime par des schémas maniéristes : les formes s'étirent ou se plient, de violents effets de lumière accentuent l'expression des visages ou le jeu des mains.
Les figures du Retable de la Purification (1555) se déploient avec l'aisance, l'ampleur et la mobilité solennelle des formes admirées sur les murs des Chambres du Vatican.
Il introduit fréquemment dans les scènes sacrées des détails anecdotiques et familiers, notes du réalisme toujours présent dans l'art espagnol et bien caractéristique des Flandres. En 1562, il est de retour à Bruxelles où il exécute jusqu'à sa mort des cartons pour la fabrique de tapisseries.